# Liste der massereichsten Sterne
Es sind Sterne mit einer geschätzten Masse von mindestens 25 M☉ aufgeführt. Bei den angegebenen Massen handelt es sich um die geschätzten gegenwärtigen Massen, nicht um diejenigen zum Zeitpunkt der Sternbildung, da die Sterne schon mehrere Dutzend Sonnenmassen (z. B. durch Sternwind, koronalen Massenauswurf etc.) verloren haben können.
| Name         | Masse | Abw.                         | Radius | Abw.                            | Temperatur | Abw.                           | Luminosität | Abw.                             |
| ------------ | ----- | ---------------------------- | ------ | ------------------------------- | ---------- | ------------------------------ | ----------- | -------------------------------- |
| R136a1       | 265   | {\displaystyle _{-35}^{+80}} | 35,4   | {\displaystyle _{-3,6}^{+4,0}}  | 53         | {\displaystyle _{-3}^{+3}}     | 6,94        | {\displaystyle _{-0,09}^{+0,09}} |
| R136a2       | 195   | {\displaystyle _{-35}^{+35}} | 29,5   | {\displaystyle _{-3,0}^{+3,3}}  | 53         | {\displaystyle _{-3}^{+3}}     | 6,78        | {\displaystyle _{-0,09}^{+0,09}} |
| R136c        | 175   | {\displaystyle _{-35}^{+40}} | 30,6   | {\displaystyle _{-3,7}^{+4,2}}  | 51         | {\displaystyle _{-5}^{+5}}     | 6,75        | {\displaystyle _{-0,11}^{+0,11}} |
| WR 102ka     | 175   | {\displaystyle _{-25}^{+25}} | k. A.  |                                 | k. A.      |                                | k. A.       |                                  |
| HD 269810    | 150   | {\displaystyle _{-10}^{+10}} | k. A.  |                                 | 52,5       |                                | 6,34        |                                  |
| VFTS 682     | 150   |                              | k. A.  |                                 | 52,5       |                                | 6,5         | {\displaystyle _{-0,2}^{+0,2}}   |
| R136a3       | 135   | {\displaystyle _{-20}^{+25}} | 23,4   | {\displaystyle _{-2,4}^{+2,7}}  | 53         | {\displaystyle _{-3}^{+3}}     | 6,58        | {\displaystyle _{-0,09}^{+0,09}} |
| NGC 3603-B   | 132   | {\displaystyle _{-13}^{+13}} | 33,8   | {\displaystyle _{-2,5}^{+2,7}}  | 42         | {\displaystyle _{-2}^{+2}}     | 6,46        | {\displaystyle _{-0,07}^{+0,07}} |
| WR42e        | 130   | {\displaystyle _{-5}^{+5}}   | k. A.  |                                 | k. A.      |                                | 6,35        | {\displaystyle _{-0,15}^{+0,15}} |
| WR 102kc     | 125   | {\displaystyle _{-25}^{+25}} | k. A.  |                                 | k. A.      |                                | k. A.       |                                  |
| Arches-F9    | 121   | {\displaystyle _{-10}^{+10}} | 36,9   |                                 | 36,8       | {\displaystyle _{-3}^{+3}}     | 6,35        | {\displaystyle _{-0,2}^{+0,2}}   |
| η Carinae A  | 120   |                              | 180    |                                 | 9,4 - 37,2 |                                | k. A.       |                                  |
| NGC 3603-A1a | 120   | {\displaystyle _{-17}^{+26}} | 29,4   | {\displaystyle _{-4,3}^{+10,1}} | 42         | {\displaystyle _{-2}^{+2}}     | 6,39        | {\displaystyle _{-0,14}^{+0,14}} |
| HD 93250     | 118   |                              | 18     |                                 | 50,5       |                                | 6,09        | {\displaystyle _{-0,07}^{+0,07}} |
| NGC 3603-C   | 113   | {\displaystyle _{-8}^{+11}}  | 26,2   | {\displaystyle _{-2,0}^{+2,1}}  | 44         | {\displaystyle _{-2}^{+2}}     | 6,35        | {\displaystyle _{-0,07}^{+0,07}} |
| Arches-F1    | 110   | {\displaystyle _{-9}^{+9}}   | 41,6   |                                 | 33,7       | {\displaystyle _{-3}^{+3}}     | 6,3         | {\displaystyle _{-0,2}^{+0,2}}   |
| Arches-F6    | 110   | {\displaystyle _{-9}^{+9}}   | 41,7   |                                 | 34,7       | {\displaystyle _{-3}^{+3}}     | 6,35        | {\displaystyle _{-0,2}^{+0,2}}   |
| Cyg OB2-12   | 110   | {\displaystyle _{-31}^{+23}} | 246    |                                 | 13,7       | {\displaystyle _{-0,5}^{+0,8}} | 6,28        |                                  |
| Sk-68° 137   | 100   | {\displaystyle _{-1}^{+1}}   | k. A.  |                                 | 55         |                                | 6,19        |                                  |
| NGC 3603-A1b | 92    | {\displaystyle _{-15}^{+16}} | 25,9   | {\displaystyle _{-3,1}^{+7,2}}  | 40         | {\displaystyle _{-2}^{+2}}     | 6,18        | {\displaystyle _{-0,14}^{+0,14}} |
| WOH G64      | 25    | {\displaystyle _{-5}^{+5}}   | 1540   | {\displaystyle _{-77}^{+77}}    | 3,4        |                                | k. A.       |                                  |

1. 1 2 3 4  Bei den angegebenen Werten handelt es sich um Mittelwerte.
2. ↑  Alle Angaben in Sonnenmassen M☉.
3. ↑  Alle Angaben in Sonnenradien R☉.
4. ↑  Alle Angaben in Tsd. Kelvin.
5. ↑  Alle Angaben in 10X-fachen der Leuchtkraft der Sonne L☉.
6. 1 2  Die Abweichungen vom Mittelwert betragen z. B. für R136a1 {\displaystyle _{-35}^{+80}} bzgl. der Masse von 265 M☉ (d. h. max. 345 und min. 230 M☉) und {\displaystyle _{-3,6}^{+4,0}} bzgl. des Radius von 35,4 R☉ (d. h. max. 39,4 und min. 31,8 R☉').
7. ↑  106,94 entspricht dem 8,7 Mio.-fachen der Leuchtkraft der Sonne L☉.
8. 1 2  Es handelt sich hierbei um die ursprüngliche Masse. Die gegenwärtige Masse von WR 102ka ist unbekannt, die von WR 102kc liegt bei 45 ~ 55 M☉.
9. 1 2  Bzgl. der Daten des Doppelsternsystem η Carinae gibt es keinen allgemeinen Konsens: siehe EN.
10. ↑  Möglicherweise handelt es sich bei HD 93250 aber um ein Doppelsternsystem: siehe EN.

## Obere Grenze für die Masse
Die Eddington-Grenze und die Humphreys-Davidson-Grenze liefern Anhaltspunkte für die maximale Leuchtkraft und damit die maximale Masse, die ein Stern im hydrostatischen Gleichgewicht haben kann. Ist diese Grenze überschritten, dann überwindet der Strahlungsdruck den hydrostatischen Druck und in der Folge wird der Stern instabil und fängt an, seine äußeren Schichten abzustoßen, wodurch er Masse verliert.